# Tarantel

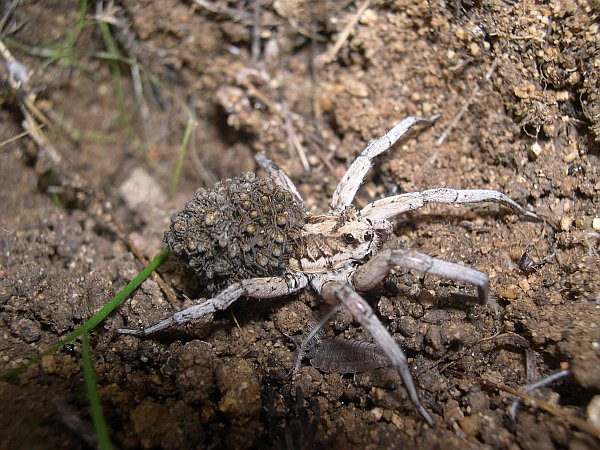
Tarantel bei der Brutpflege: Das Muttertier trägt die Jungtiere auf dem Hinterleib mit sich herum.

Als Taranteln werden überwiegend verschiedene großwüchsige Spinnen aus der Familie Lycosidae (Wolfspinnen) und seltener auch einzelne Arten aus der Familie der Vogelspinnen (Theraphosidae) bezeichnet.
Der Name hat seinen Ursprung in der Erstbeschreibung der Apulischen Tarantel Lycosa tarantula, die von Carl von Linné 1758 als Aranea tarantula erstbeschrieben wurde und unter verschiedenen Synonymen (unter anderem Tarentula apuliae Koch, 1850) in der heute nicht mehr verwendeten Gattung Tarentula geführt wurde. Der Name leitet sich von der italienischen Stadt Tarent ab, die Bezeichnung Apulische Tarantel von der gesamten Region Apulien, aus der sie ursprünglich bekannt war.
Vergiftungserscheinungen und auch die Tanzwut (Veitstanz) wurden früher dem Biss der Taranteln zugeschrieben (Tarantismus). Dies schlug sich auch in der Redensart „wie von der Tarantel gestochen“ nieder. Die Berechtigung wird aber neuerdings angezweifelt, denn die Giftwirkung der Tiere ist verhältnismäßig schwach. Es erschien wahrscheinlich glaubwürdiger, dass eine starke Vergiftung von einer entsprechend großen Spinne (Lycosa tarantula hat eine Körperlänge von etwa 2,5 bis 3 cm und ist mitsamt den Beinen etwa handtellergroß) verursacht wurde. Tatsächlich dürften die meisten schweren Vergiftungen durch die deutlich giftigeren, jedoch mit etwa einem Zentimeter Körperlänge und mit relativ kurzen, dünnen Beinen verhältnismäßig kleinen Europäischen Schwarzen Witwen verursacht worden sein. Abgeleitet von der Tanzwut hat sich wahrscheinlich die Tarantella, ein süditalienischer Tanz im 6/8-Takt, als Volkstanz dauerhaft eingebürgert; er wurde als abergläubisches „Heilmittel“ gegen die Vergiftungserscheinungen getanzt.

## Spinnen mit der Bezeichnung Tarantel (Auswahl)
Einige große Wolfspinnenarten tragen die deutsche Trivialbezeichnung Tarantel im Namen:
- Die Apulische Tarantel (Lycosa tarantula) wird 30 Millimeter groß und wurde von 1758 durch Carl von Linné nach der italienischen Stadt Tarent benannt. Erzählungen über ihren Giftbiss sind meist auf Verwechslungen mit der Europäischen Schwarzen Witwe (Latrodectus tredecimguttatus) zurückzuführen.
- Die Südrussische Tarantel (Lycosa singoriensis) wird bis zu 40 Millimeter groß und ist damit eine der größten Spinnen Europas. Das großflächige Verbreitungsgebiet der Art reicht vom Neusiedlersee in Österreich über östlichere Gebiete Europas, die Türkei, Kaukasien, Russland (hier bis nach Südsibirien), den Iran, Zentralasien bis nach Korea. In Österreich ist die Südrussische Tarantel streng geschützt.
- Die Deserta-Tarantel (Hogna ingens) ist mit bis zu 40 Millimetern ebenfalls eine der größten Spinnenarten Europas. Sie lebt auf der kleinen zu Portugal gehörenden Insel Deserta Grande und gilt als stark bedroht.
- Die Schwarzbäuchige Tarantel (Hogna radiata) wird bis zu 25 Millimeter groß und bewohnt die mediterranen Gebiete bis hin zu Südtirol.
- Die Porto-Santo-Tarantel (Hogna schmitzi) wird bis zu 30 Millimeter groß. Sie ist auf der namensgebenden und zu Portugal gehörenden Insel Porto Santo endemisch, ist dort aber, anders als die Deserta-Tarantel, nicht gefährdet.
- Einige Arten der Gattung der Scheintaranteln (Alopecosa), deren Vertreter nahezu weltweit verbreitet sind. Die Körperlänge reicht je nach Art von unter zehn bis 20 Millimeter.